# Эчжоу
Эчжоу (кит. упр. 鄂州, пиньинь Èzhōu) — городской округ в провинции Хубэй КНР.

## География

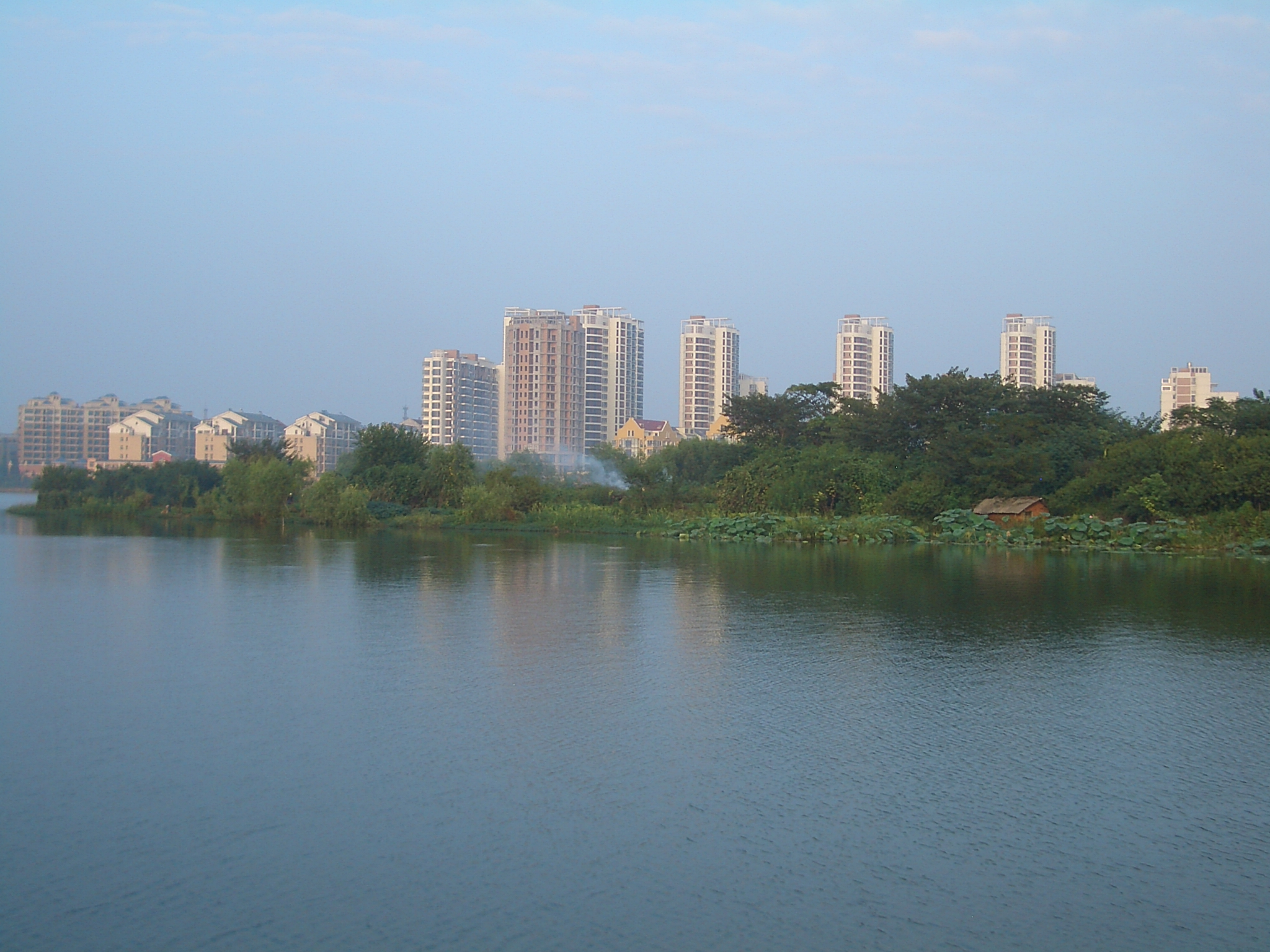
Озеро в центре города Эчжоу.

Город расположен на юго-востоке провинции Хубэй, на правом (южном) берегу реки Янцзы, к востоку от столицы провинции города, восточнее города Ухань. На другой стороне реки располагается город Хуанган. Вклинившись между городскими округами Ухань и Хуанши, городской округ Эчжоу занимает небольшую (по сравнению с другими городскими округами провинции) площадь 1504 км².

### Климат
Эчжоу расположен в умеренной климатической зоне, климат влажный с ярко выраженными сезонными изменениями. Среднегодовое количество осадков — от 350 до 770 мм.

## История
В эпоху Западной Чжоу эти земли входили в состав царства Э (鄂国), чьё название стало основой для местных топонимов. В IX веке до н. э. царство Э было поглощено царством Чу, которое в III веке до н. э. было завоёвано царством Цинь.
После того, как царство Цинь завоевало все прочие царства, создав первую в китайской истории централизованную империю, страна была разбита на округа и уезды, и эти земли вошли в состав уезда Эсянь (鄂县) округа Наньцзюнь (南郡). После смены империи Цинь на империю Хань уезд Эсянь вошёл в состав округа Цзянся (江夏郡) провинции Цзинчжоу (荆州). Гуань Ин окружил уездный центр защитными стенами.
В 222 году Сунь Цюань объявил себя го-ваном государства У (吳國國王), и эти места стали столицей его владений. В качестве названия для столицы были взяты два иероглифа из фразы «и У эр чан» (以武而昌, «за счёт У процветать будет»), поэтому Эсянь был переименован в Учан (武昌县), одновременно с этим был основан округ Учан (武昌郡), власти которого также разместились здесь.
После того, как китайские земли были объединены в империю Цзинь, власти округа Учан перебрались в укрепление Сякоу в расположенном западнее уезде Цзянся, в результате чего началась постепенная «миграция» топонима «Учан» на запад. Когда в результате государственного переворота в начале V века была свергнута правящая династия, и вместо империи Цзинь образовалась южная империя Сун, то была создана область Инчжоу (郢州), в состав которой вошёл и уезд Учан. После объединения китайских земель в империю Суй в 589 году область Инчжоу была переименована в Эчжоу (鄂州).
Во времена империи Сун в 1221 году область Эчжоу была преобразована в Учанский военный округ (武昌军), однако после монгольского завоевания округ опять стал областью Эчжоу. В 1277 году область Эчжоу была преобразована в Эчжоуский регион (鄂州路), в 1301 году переименованный в Учанский регион (武昌路); тем не менее власти региона по-прежнему размещались в уезде Цзянся, а не в уезде Учан. После того, как правление монголов было свергнуто Чжу Юаньчжаном, регионы были переименованы в управы, и Учанский регион империи Юань превратился в Учанскую управу (武昌府) империи Мин; власти управы также, несмотря на название, разместились в уезде Цзянся, а не в уезде Учан. Из-за этого дуализма место размещения властей управы стали называть «шан Учан» (上武昌, «верхний Учан»), а уезд Учан — «ся Учан» (下武昌, «нижний Учан»).
В 1911 году в «верхнем Учане» произошло Учанское восстание, ставшее началом Синьхайской революции. После победы революции и образования Китайской Республики для устранения застарелого дуализма в 1913 году уезд Учан был переименован в Шоучан (寿昌县), а уезд Цзянся — в уезд Учан. В 1914 году уезд Шоучан был переименован в уезд Эчэн (鄂城县).
В 1949 году был образован Специальный район Дае (大冶专区), и уезд вошёл в его состав, став местом пребывания властей специального района. В 1952 году Специальный район Дае был расформирован, и уезд был передан в состав Специального района Хуанган (黄冈专区). В 1959 году уезд Эчэн был преобразован в город Эчэн (鄂城市), но в декабре 1961 года город Эчэн опять стал уездом. В 1965 году уезд Эчэн был передан в состав Специального района Сяньнин (咸宁专区). В 1970 году Специальный район Сяньнин был переименован в Округ Сяньнин (咸宁地区). В 1979 году уезд Эчэн был передан в состав Округа Хуанган (黄冈地区), при этом урбанизированная зона уезда Эчэн была выделена в отдельный город Эчэн.
19 августа 1983 года постановлением Госсовета КНР были расформированы уезд Эчэн, город Эчэн и посёлок Хуанчжоу (黄州镇) уезда Хуанган (黄冈县), а на их месте образован городской округ Эчжоу, подчинённый напрямую властям провинции Хубэй. Городской округ делился на районы городского подчинения Эчэн (鄂城区) и Хуанчжоу (黄州区), и районы 2-го ранга (派出区) Хуажун (华容), Чанган (长港), Чэнчао (程潮) и Лянцзыху (梁子湖).
В феврале 1987 года был расформирован район Хуанчжоу, а на его месте был вновь образован посёлок Хуанчжоу, возвращённый в состав уезда Хуанган. В августе того же года были расформированы четыре района 2-го ранга, а на их месте образованы районы городского подчинения Хуажун и Лянцзыху.

## Административно-территориальное деление
Городской округ Эчжоу делится на 3 района:
| Карта                | Карта    | Карта     | Карта        | Карта            | Карта         |
| -------------------- | -------- | --------- | ------------ | ---------------- | ------------- |
| Лянцзыху Хуажун Эчэн |          |           |              |                  |               |
| Статус               | Название | Иероглифы | Пиньинь      | Население (2010) | Площадь (км²) |
| Район                | Лянцзыху | 梁子湖区  | Liángzǐhú qū |                  |               |
| Район                | Хуажун   | 华容区    | Huáróng qū   |                  |               |
| Район                | Эчэн     | 鄂城区    | Èchéng qū    |                  |               |

## Экономика
Важными отраслями экономики являются: металлургическая, текстильная, химическая промышленность, производство стройматериалов.

## Транспорт

### Водный
Благодаря выходу к реке город обладает 6 портами, являясь важным транспортным узлом и логистическим центром.

### Воздушный
В июле 2022 года в Эчжоу открылся первый в Китае специализированный грузовой аэропорт Эчжоу Хуаху. Он соединён регулярными рейсами со многими городами Китая, а также с Бельгией, Германией, Венгрией, ОАЭ, Пакистаном и Японией. Крупнейшим оператором аэропорта является авиакомпания SF Airlines.